# スイート・リベンジ
『スイート・リベンジ』は、高瀬綾による日本の漫画作品。
『なかよし』（講談社）にて2001年8月号から2002年1月号まで連載された。全6話。単行本は同社の講談社コミックスなかよしより全1巻。

## 書誌情報
- 高瀬綾 『スイート・リベンジ』 講談社〈講談社コミックスなかよし〉、2002年5月2日第1刷発行、ISBN 4-06-178989-9